# Moth Effect
Der Moth Effect (engl. für Motten-Effekt) bezeichnet die Tendenz von Fahrern, auf das von ihnen fixierte Ziel zuzusteuern, wenn sich dieses durch Lichtreize von der Umgebung abhebt; beispielsweise auf am Straßenrand parkende Fahrzeuge bei Nacht oder im Besonderen Rettungs- und Einsatzfahrzeuge mit eingeschalteter Rundumkennbeleuchtung. Es gibt seit den frühen 1950er-Jahren Hypothesen darüber, dass dieses Verhalten für einen Großteil der Unfälle mit Einsatzfahrzeugen verantwortlich ist.
Ob tatsächlich ein Zusammenhang zwischen den Lichtreizen durch Rundumkennleuchten und entsprechenden Unfällen besteht, ist aber nicht restlos geklärt.

## Versuche
- Der US-Bundesstaat Illinois hat die Kennleuchten von 50 % der Einsatzfahrzeuge entfernt. Die darauf aufbauende Studie hat gezeigt, dass die Fahrzeuge ohne Beleuchtung in 65 % weniger Unfälle verwickelt waren.[3]